# Osmancea, Constanța
Osmancea (în turcă Osmança, în tătară crimeeană Çatal-Osman) este un sat în comuna Mereni din județul Constanța, Dobrogea, România. Se află în partea central-sudică a județului,  în Podișul Cobadin. În perioada 1850-1878 localitatea a fost centrul unui mic hanat autonom al Tătarilor locali. În perioada 1890-1892 pe lângă Tătari s-au așezat coloniști de origine germană, cunoscuți ca germani dobrogeni. Majoritatea au părăsit localitatea în 1940, fiind strămutați cu forța în Germania, sub lozinca Heim ins Reich (Acasă în Reich). La recensământul din 2002 satul avea o populație de 580 locuitori, în majoritate Români.